# Dąbrowiec (Petite-Pologne)
Pour les articles homonymes, voir Dąbrowiec.
Dąbrowiec est une localité polonaise de la gmina de Charsznica, située dans le powiat de Miechów en voïvodie de Petite-Pologne.